# Apolpium minutum
Apolpium minutum es una especie de arácnido del orden Pseudoscorpionida de la familia Olpiidae.

## Distribución geográfica
Se encuentra en Costa Rica y Brasil.